# Mariano San Miguel Urcelay
Mariano San Miguel Urcelay (Oñate, 7 de diciembre de 1879-Vitoria, 7 de octubre de 1935) fue un músico español.

## Biografía
Natural de la localidad guipuzcoana de Oñate, donde nació en 1879, se mudó joven a Vitoria, ciudad a la que quedaría ya ligado de por vida. Vivió, asimismo, en Madrid, donde tocó el clarinete para diferentes bandas, incluidas la del Regimiento de Zapadores Minadores y la del Real Cuerpo de Alabarderos. En la Sociedad de Conciertos fungió como primer clarinete. Dio a la música decenas de composiciones. Destacado en Vitoria por la composición de un pasacalles dedicado a Celedón, falleció en la capital alavesa en 1935. Fue condecorado a título póstumo con el Celedón de Oro de 1973.